# Адемола Адешина
Адемола Адешина (англ. Ademola Adeshina, нар. 4 червня 1964, Ошогбо) — нігерійський футболіст, що грав на позиції півзахисника, зокрема за національну збірну Нігерії, у складі якої був учасником трьох розіграшів Кубка африканських націй.

## Клубна кар'єра
У дорослому футболі дебютував 1982 року виступами за команду «Шутінг Старз», в якій провів шість сезонів.
Своєю грою за цю команду привернув увагу представників тренерського штабу бельгійського «Жерміналь-Екерена», до складу якого приєднався 1988 року. Відіграв за команду з Антверпена наступний сезон кар'єри, після чого повернувся до «Шутінг Старз».
1991 року знову був запрошений до Бельгії, цього разу до нижчолігового «Емптін-Егезе», за який до 1996 року грав на рівні третього та четвертого бельгійських дивізіонів.

## Виступи за збірну
1984 року дебютував в офіційних матчах у складі національної збірної Нігерії.
У складі збірної був учасником трьох розіграшів Кубка африканських націй — 1984 року в Кот-д'Івуарі, 1988 року в Марокко та 1990 року в Алжирі. На всіх цих континентальних турнірах допомогав команді здобувати «срібло».
Загалом протягом кар'єри у національній команді, яка тривала 7 років, провів у її формі 47 матчів, забивши 9 м'ячів.

## Титули і досягнення
- Срібний призер Кубка африканських націй: 1984, 1988, 1990